# Juan José Díaz Galiana
Juan José Díaz Galiana, més conegut com a Juanjo Díaz, (Ciudad Real, 8 de gener de 1949 - Terrassa, 6 de desembre de 2017) fou un entrenador de futbol castellanomanxec format esportivament a Catalunya.

## Trajectòria
Juanjo Díaz destacà a les categories inferiors del RCD Espanyol i al CE L'Hospitalet, quan el club del Llobregat era filial espanyolista durant la temporada 1988-1989. La següent temporada es feu càrrec de l'Espanyol en substitució de Benet Joanet quan el club jugava a segona divisió. Díaz assolí l'ascens després d'eliminar el CD Málaga de Juanito en l'eliminatòria de promoció decidida per penals. Retornà a la banqueta de l'Espanyol el 1993, substituint José Manuel Díaz Novoa amb la intenció de salvar l'equip del descens, fita que no assolí.
A més va entrenar entre d'altres el CFJ Mollerussa, Palamós CF, Reial Valladolid, SD Huesca, UE Cornellà, Andorra CF o CD Badajoz.